# Chandler Riggs
Chandler Riggs (*27. června 1999) je americký herec, známý pro svou roli Carla Grimse v seriálu Živí mrtví.

## Kariéra
Chandler Riggs se narodil v Atlantě v Georgii. Je synem Giny Ann Riggsové a Williama Riggse. Má mladšího bratra Graysona.

### Živí mrtví
Když mu bylo 10, byl obsazen do role Carla Grimse v hororovém seriálu Živí mrtví. Seriál pojednává o postapokalyptickém světě, ve kterém přeživší bojují se zombie.
V roce 2012 a 2013 byl Riggs nominován na cenu Young Artist Award for Best Leading Young Actor. V roce 2014 tuto cenu a cenu Saturn award vyhrál.

## Filmografie

### Filmy
| Rok  | Název             | Role            | Poznámky    |
| ---- | ----------------- | --------------- | ----------- |
| 2006 | Jesus H. Zombie   | Egon/Zombie     |             |
| 2009 | Get Low           | Tom             |             |
| 2010 | The Wronged Man   | Ryan Gregory    |             |
| 2011 | Terminus          | Daniel          | Krátký film |
| 2014 | Mercy             | George Bruckner |             |
| 2017 | Keep Watching     | John Mitchell   |             |
| 2018 | Only              | Casey           |             |
| 2018 | Inherit the Viper |                 |             |

### Televize
| Rok       | Název         | Role               | Poznámky                                                              |
| --------- | ------------- | ------------------ | --------------------------------------------------------------------- |
| 2010-2018 | Živí mrtví    | Carl Grimes        | 77 episod                                                             |
| 2015-2018 | Talking dead  | Sám sebe           | 4 episody                                                             |
| 2017      | Robot chicken | Carl Grimes (hlas) | Episoda: "The Robot Chicken Walking Dead Special: Look Who’s Walking" |